# Украла (оповідання, 1891)
«Украла» — оповідання Бориса Грінченка 1891 року. Твір наскрізь пронизаний авторським гуманізмом.

## Сюжет
Школярка Олександра вкрала у своєї однокласниці хліб. Не знаючи до пуття діла, діти налагодолися вигнати дівчинку зі школи, але вчитель — Василь Митрович — закликав спочатку вислухати позицію Олександри. Дівчинка покаялася у скоєному. Вона вкрала хліб через те, «батько нічого... не приносить з волості... усе пропивають». Вже другий тиждень жила вона на одних сухарях. Учитель заспокоїв дівчинку, яка вмивалася слізьми.
«Олександра після цього довго соромилась глянути учителеві в вічі. Але ні він, ні школярі ніколи не нагадали їй про те, що було. Та й не треба було їй нагадувати. З того часу вже ніщо не могло спокусити її. Дівчата-товаришки її люблять і часто дають їй чого їсти — такого, що з дому приносять. Але вона зрідка бере, хоч і часто сидить на сухому хлібові. Цього року вона здасть останнього екзамена і вийде з школи розумною, правдивою і чесною дівчиною».

## Вчитель
Василь Митрович — зразковий вихователь, який вірить у щиросердя своїх учнів: «Не думай, що ми всі хочемо нападатися на тебе. Нам треба тільки знати правду. Може, це ще й не так, як кажуть, та я й думаю, що не так». Таким чином, Василь Митрович не тільки добра співчутлива людина, але й вчитель, що вміє знаходити правильний підхід до своїх учнів та користується серед них безперечним авторитетом.